# Dominos (jeu)
Pour les articles homonymes, voir Domino.

La Petite Fille aux dominos d'Albert Anker.

Les dominos sont un jeu de société d'origine chinoise, utilisant 28 pièces (dans le cas d'un jeu « double-six »). On y joue généralement à deux, trois ou quatre personnes. Comme avec les cartes, il existe de nombreuses variantes de jeu. Les explications ci-dessous en donnent quelques exemples.

## Histoire
L'origine du jeu de dominos n'est pas claire. La plus ancienne mention de dominos chinois (en) dans la littérature chinoise se trouve dans un livre écrit par Zhou Mi (1232-1298).
Le jeu fait son apparition en Italie vers 1760. De là, il s'impose rapidement en France où d'ailleurs le mot « domino » proviendrait de la similitude entre les pièces du jeu (recto blanc, verso noir) et l'habit des religieux dominicains (lequel est blanc, mais peut être recouvert d'une cape noire servant de manteau). Jouer aux dominos devient très en vogue au XIXe siècle. Les pièces sont fabriquées en bois, en nacre ou en os animal (notamment, les tibias de bœuf, utilisés à Méru dans l'Oise). Après la Première Guerre mondiale, le plastique remplace peu à peu l'os.
L'actuel champion du monde de domino en 2020 est l'Allemand Alex Klee, après avoir marqué un score FLADUB de 1 372 points.

## Règles du jeu

### Règles avec talon
- Étaler les dominos sur la table, points cachés. Distribuer le même nombre de dominos à chaque joueur, en laissant un talon de quelques pièces ;
- le premier joueur pose son plus fort domino, son voisin pose à l'une des extrémités un domino dont l'une des parties a le même nombre de points ;
- chaque joueur joue à son tour et l'on constitue ainsi une chaîne ;
- lorsqu'un joueur n'a pas de domino qui convienne, il pioche une pièce du talon et passe son tour ;
- le vainqueur est celui qui place le dernier de tous ses dominos.
- Dans le cas où un joueur retire six pièces ou plus du même nombre, il doit en informer l'adversaire et tirer à nouveau la partie doit être recommencée.

### Règles sans talon
- Étaler les dominos sur la table, points cachés. Distribuer sept dominos à chaque joueur (parties à trois ou quatre joueurs) ;

- celui qui a le domino double le plus fort commence ; il le pose, son voisin pose à l'une des extrémités un domino dont l'une des parties a le même nombre de points ;

- chaque joueur joue à son tour et l'on constitue ainsi une chaîne ;

- lorsqu'un double survient lors de la partie le jeu se dédouble

- à la fin du jeu, si aucun des joueurs n'a posé tous ses dominos sur la table, et qu'il est impossible d'en poser (ex. : 4 de chaque côté, plus personne n'a de 4), celui qui totalise le moins de points gagne la partie. Il est aussi possible de recommencer la partie, si les joueurs ont décidé de « ne pas jouer aux points » et donc ne pas appliquer cette règle ;

- si un joueur ne peut jouer de dominos, alors il est « boudé » et donc passe son tour sans piger de dominos (règle surtout utilisée aux Antilles).

### Règles Martiniquaises
- Les dominos sont battus (mélangés), chaque joueur pige 7 dominos (3 joueurs) le plus haut double commence, le joueur concerné le pose, le sens de jeu conventionnel est l’inverse de l’aiguille d’une montre. Chaque joueur pose un domino à son tour. Le domino ayant un langage strict le joueur qui ne peut pas poser de dominos est « boudé », il doit passer son tour et frapper la table avec ses phalanges pour faire comprendre aux autres joueurs sa situation.

À chaque fois qu’un joueur gagne une manche, il obtient 1 point et il commencera la manche suivante en posant le premier domino de son choix (une manche se gagne si un joueur n’a plus de domino à poser). Celui qui a le moins de manches gagnées aura la tâche de battre les dominos, et ce, jusqu’à ce qu’il marque un point, si deux joueurs ont 0 point, ils s’arrangent entre eux pour décider qui battra les dominos. Le premier joueur arrivé à 3 points gagne la partie. Il faut impérativement qu’un joueur soit resté à 0 point pour pouvoir gagner une partie, si tous les joueurs ont au moins un point, la partie est nulle et elle recommence à 0 point chacun. Si un joueur gagne 3 manches, il gagne la partie, le(s) joueurs ayant 0 point (aucune manche gagnée) devient(nent) alors le(s) « cochon(s) » du gagnant et prendront résidence dans son parc. Dès lors il y a donc mise en place ou agrandissement du parc à cochons du gagnant devenu propriétaire. Si un joueur avait 1 ou 2 point, il est neutre, s’étant au préalable donc « enfuit » du parc à cochons détenu par le gagnant et ou réside(nt) désormais le(s)joueur(s) à 0 point. Le seul moyen pour un « cochon » de sortir du parc est de mettre à son tour « cochon » son propriétaire, le propriétaire dudit parc sus-mentionné.
Le « cochon » n’est pas une propriété exclusive, il peut avoir plusieurs propriétaires en même temps, et aussi appartenir plusieurs fois au même propriétaire, auquel cas le « cochon » devra mettre autant de fois que nécessaire son propriétaire « cochon ».
- La sous variante « domino nonm » veut que si tous les joueurs sont boudés, il n’y a aucun gagnant et la partie recommence, celui qui a le plus haut double commence et il le pose.

Gagner une manche avec comme dernier domino posé le double 6 octroie au gagnant 2 points au lieu d’1.

## Pièces

Jeu complet de domino avec double 6.

Les dominos sont des pièces rectangulaires sur lesquelles figurent, sur une de leurs faces, deux ensembles de points séparés par un trait. Les dominos étaient autrefois faits de matières diverses telles que l'ivoire, l'os ou le bois, la bakélite, puis d'autres matières plastiques. Un rivet métallique (souvent en laiton) peut être implanté au centre du domino et permet de faciliter le mélange des pièces.
L'artisan qui fabrique les dominos est appelé « tabletier » et cet artisanat la « tabletterie ». Le mot « dominoterie » est trompeur, puisqu'il désigne la fabrication de papiers marbrés, coloriés, utilisés pour certains jeux de société, ou des feuilles de papier peint (dans son acception moderne).
En général, le nombre de points va de 0 à 6, on parle de jeu double-six (du nom du plus gros domino). Le zéro est symbolisé par une absence de points. On trouve aussi des variantes allant de 0 à 9, de 0 à 12, de 0 à 15 et de 0 à 18. Le nombre de dominos composant un jeu, où les points vont de 0 à N, est égal à la somme des nombres de 1 à N+1.
- double-six : 28 dominos
- double-neuf : 55 dominos
- double-douze : 91 dominos
- double-quinze : 136 dominos
- double-dix-huit : 190 dominos

Même si les jeux double-six sont les plus courants, on parvient à trouver des jeux double-neuf et double-douze dans certains magasins spécialisés. L'intérêt de ces jeux constitués d'un plus grand nombre de dominos est d'augmenter la part de stratégie dans le déroulement de la partie ou la complexité des problèmes à résoudre.

## Variantes

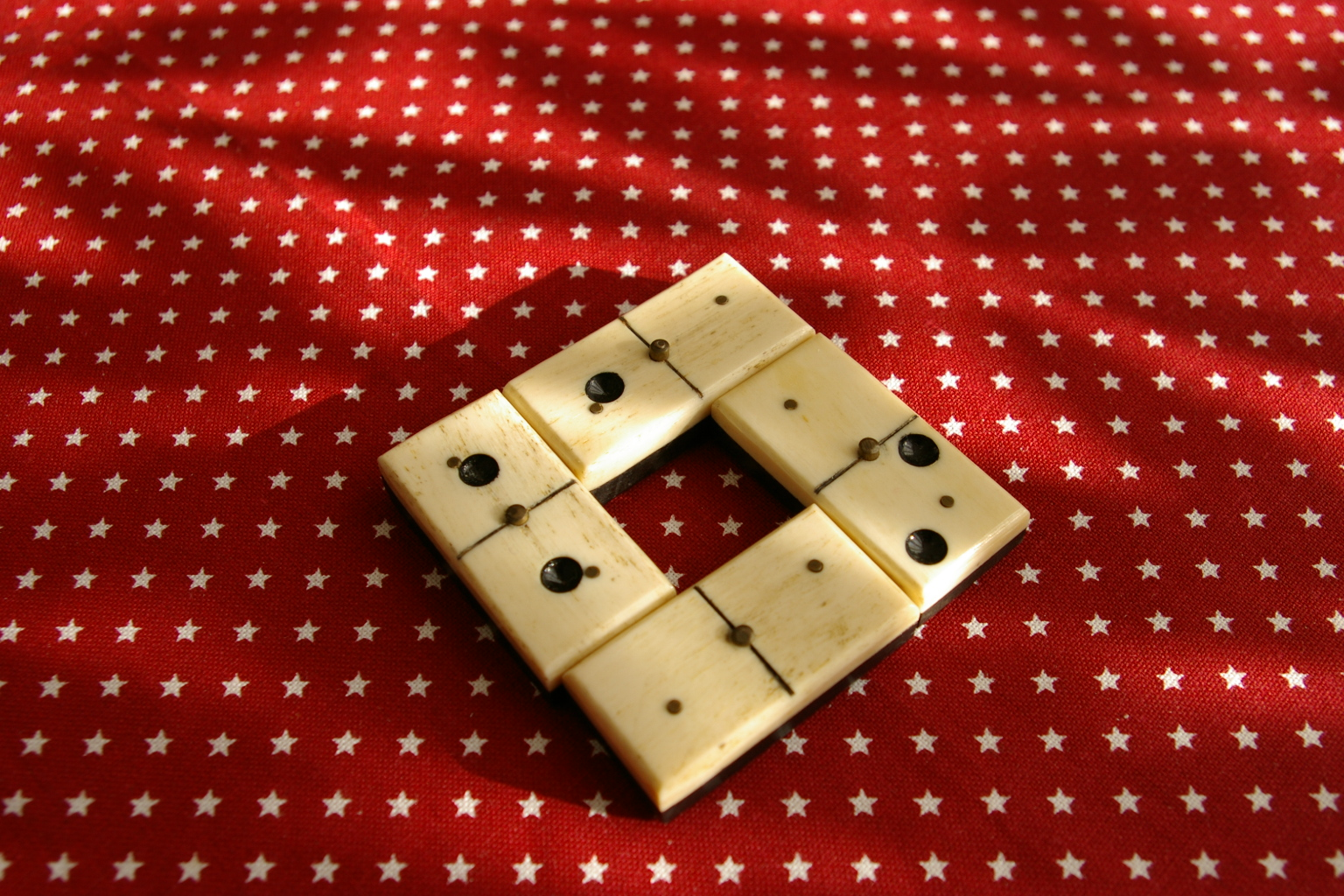
Un des carrés possibles du jeu de Yakov Perelman (chaque côté totalisant 2 points).

Il existe de nombreuses règles de ce jeu comme : le matador, la concentration, le 5 partout, le Sébastopol. Celles-ci renouvellent le plaisir de jouer avec des dominos.
La variante de Stockel est traditionnellement pratiquée, depuis le XIXe siècle, dans les cafés d'un village appelé Stockel, situé à la périphérie de Bruxelles. Ses règles permettent de jouer à deux, trois, ou quatre joueurs avec 28 pièces.
- on distribue équitablement (soit 7 pièces maximum) les pièces, de manière à laisser une pige ;
- le joueur qui possède un double sans valeur, double 0 commence; à défaut, celui qui a double 1, double 2 , etc. ;
- ce joueur peut poser autant de pièces qu'il le peut ;
- le joueur suivant ne peut jouer qu'après avoir attendu que le joueur précédent ait terminé ;
- celui qui ne peut pas poser de domino doit en piger un et essayer de le poser. Ce qui lui permettra éventuellement de reprendre la pose de ses dominos ;
- s'il n'y a plus de dominos dans la pige, le joueur passe son tour ;
- le gagnant est le premier qui a posé tous ses dominos.

Mais il existe aussi des variantes de jeux de dominos, certaines utilisant des dominos double-neuf, ou double-douze. D'autres utilisant plusieurs jeux simultanément, l'une des variantes les plus complexes étant les dominos abkhazes. On peut aussi gagner avec 5 doubles.
Les dominos peuvent être utilisés dans des formes de récréation mathématique. Yakov Perelman a proposé la règle suivante : former 7 carrés de 4 dominos, les quatre côtés de ces carrés devant avoir le même nombre de points.

## Terminologie dans d'autres langues
Ce jeu est appelé gupai en chinois (chinois : 骨牌 ; pinyin : gǔpái ; litt. « Cartes d'os »), ce terme écrit étant également utilisé pour désigner le karuta (« cartes ») en japonais[réf. nécessaire].

## Autres utilisations

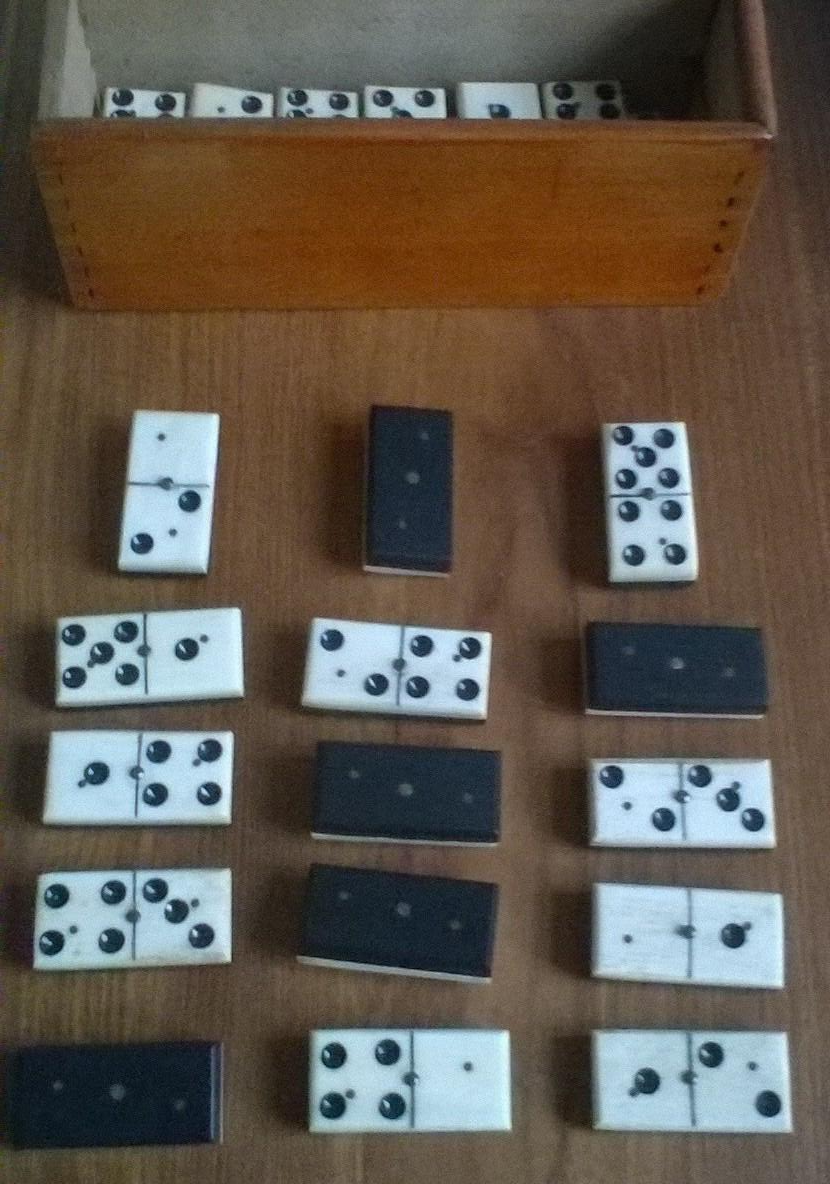
Exemple de casse-tête (il faut retrouver les valeurs des dominos retournés)

Les dominos sont également utilisés pour des problèmes de casse-tête, comme illustration de théorie géopolitique, comme support de tests psychotechniques, de problèmes mathématiques, ou comme logo d'entreprise. Ils ont inspiré à Louis Braille l’invention de son alphabet pour aveugles. Enfin, il existe sur le marché des jouets, des jeux de chute de dominos. On organise depuis quelques années un spectacle annuel de tombé de dominos appelé Domino Day ou jour du Domino.
Par ailleurs, de façon métaphorique, les dominos ont donné lieu, durant la guerre froide, à une théorie géopolitique américaine : simplement appelée théorie des dominos, elle consiste à affirmer que le basculement d'un pays vers un régime politique peut entraîner les pays voisins à connaître la même évolution.
Les Dominos peuvent également être utilisés comme jeu de construction et pour construire des circuits de dominos.

## Les Dominotiers
Le sculpteur Dantan jeune fonda, vers 1838, un Club du domino ou Dominotiers, dans son atelier parisien. Ce club, où l’on s'adonnait au jeu de dominos ainsi qu'aux calembours, était toujours actif vingt-sept années plus tard.